# Interprovincial Championship 1989-90
El Interprovincial Championship de 1989-90 fue la cuadragésimo cuarta edición del torneo de equipos provinciales de la Isla de Irlanda, es decir tanto de la República de Irlanda como de Irlanda del Norte.

## Sistema de disputa
El torneo se disputó en formato de todos contra todos, otorgando 2 puntos por el triunfo, 1 por el empate y 0 por la derrota. El equipo que obtuviera más puntos al final del campeonato era declarado campeón.

## Desarrollo
- Tabla de posiciones:[1]

| Pos. | Equipo         | Encuentros | Encuentros | Encuentros | Encuentros | Tantos | Tantos | Tantos | Puntos |
| Pos. | Equipo         | PJ         | PG         | PE         | PP         | F      | C      | Dif    | Puntos |
| ---- | -------------- | ---------- | ---------- | ---------- | ---------- | ------ | ------ | ------ | ------ |
| 1.º  | Ulster Rugby   | 3          | 3          | 0          | 0          | 65     | 19     | +46    | 6      |
| 2.º  | Munster Rugby  | 3          | 2          | 0          | 1          | 34     | 26     | +8     | 4      |
| 3.º  | Leinster Rugby | 3          | 1          | 0          | 2          | 25     | 36     | -11    | 2      |
| 4.º  | Connacht Rugby | 3          | 0          | 0          | 3          | 25     | 68     | -43    | 0      |

|  | Campeón. |

### Resultados
| 14 de octubre de 1989 | Connacht | 3 - 38 | Ulster |  |  |

| 14 de octubre de 1989 | Munster | 10 - 3 | Leinster |  |  |

| 21 de octubre de 1989 | Connacht | 10 - 14 | Munster |  |  |

| 21 de octubre de 1989 | Leinster | 6 - 14 | Ulster |  |  |

| 28 de octubre de 1989 | Leinster | 16 - 12 | Connacht |  |  |

| 28 de octubre de 1989 | Ulster | 13 - 10 | Munster |  |  |

| Bandera de Irlanda      |
| Campeón Ulster          |
| Vigésimo segundo título |